# Jeff Garlin
Jeffrey "Jeff"  Todd Garlin (Chicago, Illinois, 5 de junho de 1962) é um ator, autor, roteirista comediante, produtor e dublador estadunidense, mais conhecido pelo seu papel com Jeff Greene, gerente de Larry David na série Curb Your Enthusiasm e "Phil Ryerson" no filme A Creche do Papai. Ele também aparece na série original da Disney, Os Feiticeiros de Waverly Place, interpretando o personagem Kelbo Russo.

## Biografia
Garlin nasceu e cresceu no sul da Flórida. Ele se formou na Nova High School em Davie, Flórida, em 1980. Em seguida, ele estudou cinema e começou a fazer papéis de comédia. Depois virou estudante na Universidade de Miami na década de 1980. Garlin deixou a universidade sem concluir um grau, a fim de prosseguir a sua carreira na comédia.

## Cinema & Televisão
- Arrested Development
- Wizards of Waverly Place
- Dr. Katz
- Everybody Loves Raymond
- The Late Show with David Letterman
- Tom Goes to The Mayor
- Daddy Day Care
- The Daily Show
- Late Night with Conan O'Brien
- Toy Story 3
- The Goldbergs